# Steve Bardo
Stephen Dean "Steve" Bardo (Henderson, Kentucky; 5 de abril de 1968) es un exjugador de baloncesto estadounidense que jugó en 3 temporadas diferentes de la NBA, además de hacerlo en la CBA, en diversas ligas europeas y en Japón. Con 1,96 metros de estatura, jugaba en la posición de base.

## Trayectoria deportiva

### Universidad
Jugó durante cuatro temporadas con los Fighting Illini de la Universidad de Illinois en Urbana-Champaign, en las que promedió 7,0 puntos, 4,3 rebotes y 3,8 asistencias por partido. Titular en los cuatro años que jugó, fue elegido Jugador Defensivo del Año de la Big Ten Conference en 1990, y un año antes llevó al equipo a disputar la Final Four del Torneo de la NCAA.

### Profesional
Fue elegido en la cuadragésimo primera posición del Draft de la NBA de 1990 por Atlanta Hawks, pero fue despedido antes del comienzo de la temporada, jugando esa temporada en la CBA y en la USBL. Mediada la temporada 1991-92 fichó como agente libre por San Antonio Spurs, pero únicamente llegó a jugar un minuto en un partido.
Al año siguiente fichó por los Wichita Falls Texans de la CBA, con los que ganó en dos ocasiones el premio al mejor jugador defensivo de la liga. Entremedias, fichó por los Dallas Mavericks, con los que jugó 3 meses, promediando 2,2 puntos y 1,6 rebotes en 23 partidos.
A partir de ese momento alternó sus apariciones en equipos de la CBA con equipos europeos, jugando en el Levallois Basket francés, el Fabriano Basket italiano, donde promedió 16,8 puntos y 4,5 rebotes por partido, y en el Joventut de Badalona de la liga ACB, donde promedió 10,7 puntos y 3,5 rebotes. En 1995 fichó por los Detroit Pistons, jugando 9 partidos en los que promedió 2,4 puntos y 2,4 rebotes.
Acabó su carrera jugando 4 temporadas en el Toshiba Brave Thunders de la liga japonesa.

## Estadísticas de su carrera en la NBA

### Temporada regular
| Temporada | Edad | Equipo            | Liga | P  | TIT | MIN  | TC  | TCA | %TC  | 3P  | 3PA | %3P  | TL  | TLA | %TL  | R.OF. | R.DEF. | REB | ASIS | ROB | TAP | PER | FP  | PTS |
| 1991-92   | 23   | San Antonio Spurs | NBA  | 1  | 0   | 1.0  | 0.0 | 0.0 |      | 0.0 | 0.0 |      | 0.0 | 0.0 |      | 1.0   | 0.0    | 1.0 | 0.0  | 0.0 | 0.0 | 0.0 | 0.0 | 0.0 |
| 1992-93   | 24   | Dallas Mavericks  | NBA  | 23 | 0   | 7.6  | 0.8 | 2.7 | .306 | 0.0 | 0.3 | .167 | 0.5 | 0.7 | .706 | 0.4   | 1.2    | 1.6 | 1.3  | 0.3 | 0.1 | 0.7 | 1.2 | 2.2 |
| 1995-96   | 27   | Detroit Pistons   | NBA  | 9  | 0   | 13.7 | 1.0 | 2.6 | .391 | 0.0 | 0.4 | .000 | 0.4 | 0.7 | .667 | 0.2   | 2.2    | 2.4 | 1.7  | 0.4 | 0.1 | 0.6 | 1.9 | 2.4 |
| Total     |      |                   | NBA  | 33 | 0   | 9.1  | 0.8 | 2.6 | .329 | 0.0 | 0.3 | .100 | 0.5 | 0.7 | .696 | 0.4   | 1.4    | 1.8 | 1.3  | 0.4 | 0.1 | 0.7 | 1.4 | 2.2 |